# Joplings
Joplings was een warenhuis in Sunderland in het Verenigd Koninkrijk. Het maakte onderdeel uit van het voormalige Vergo Retail Ltd.

## Geschiedenis
De winkel werd in 1804 opgericht door James Jopling, die al snel een samenwerking aanging met Joseph Tuer. In 1891 werd het bedrijf gekocht door Hedley, Swan & Co als een winkel met stoffen, kleding en meubels. Hedley, Swan & Co veranderde de naam van Joplings and Tuer, hoewel de lokale bevolking het nog steeds Joplings noemde. Hedley, Swan & Co kochten het rivaliserende warenhuis J.T. Calvert en verhuisden de winkel naar de nieuwe locatie op 126-129 High Street West, waar ze de naam Joplings gingen gebruiken.
In december 1954 brandde de winkel af, waarna een tijdelijke ruimte werd betrokken, totdat het huidige gebouw in 1956 werd geopend. 
In 1987 nam de Joplings Group het warenhuis Robbs in Hexham over, waarbij de naam behouden bleef. 
Begin 2005 werd de winkel samen met Robbs vekocht door de Merchant Retail Group plc. aan het in Liverpool gevestigde Owen Owen Ltd. voor £ 5 miljoen en nog eens £ 3 miljoen voor voorraad.

### Einde
Op 18 mei 2007 werd bekendgemaakt dat het nieuw gevormde bedrijf Vergo Retail een drietal warenhuizen zou overnemen van Owen Owen, dat in financiële problemen was geraakt.  Op 7 mei 2010 werd Vergo onder bewind geplaatst. Vier dagen later werd aangekondigd dat er binnen de komende vier weken tien winkelsluitingen zouden zijn, waaronder Joplings, tenzij er een koper werd gevonden. De definitieve sluiting van het warenhuis volgde op 19 juni 2010.